# Championnat de Pologne de football 1962-1963
Navigation
Édition précédente Édition suivante
La saison 1962-1963 du championnat de Pologne est la trente-cinquième saison de l'histoire de la compétition. Cette édition a été remportée par le Górnik Zabrze, devant le Ruch Chorzów.

## Les clubs participants
| Club               | Ville     |
| ------------------ | --------- |
| Arkonia Szczecin   | Szczecin  |
| Gornik Zabrze      | Zabrze    |
| Gwardia Varsovie   | Varsovie  |
| Lech Poznań        | Poznań    |
| Lechia Gdańsk      | Gdańsk    |
| Legia Varsovie     | Varsovie  |
| LKS Łódź           | Lódź      |
| Odra Opole         | Opole     |
| Pogoń Szczecin     | Szczecin  |
| Polonia Bytom      | Bytom     |
| Ruch Chorzów       | Chorzów   |
| Stal Rzeszów       | Rzeszów   |
| Wisła Cracovie     | Cracovie  |
| Zagłębie Sosnowiec | Sosnowiec |

## Compétition

### Classement
| Rang | Équipe                 | Pts | J  | G  | N  | P  | Bp | Bc | Diff |
| ---- | ---------------------- | --- | -- | -- | -- | -- | -- | -- | ---- |
| 1    | Górnik Zabrze          | 42  | 26 | 19 | 4  | 3  | 69 | 26 | +43  |
| 2    | Ruch Chorzów           | 37  | 26 | 15 | 7  | 4  | 55 | 33 | +22  |
| 3    | Zagłębie Sosnowiec (C) | 36  | 26 | 16 | 4  | 6  | 54 | 28 | +26  |
| 4    | Polonia Bytom (T)      | 34  | 26 | 14 | 6  | 6  | 52 | 41 | +11  |
| 5    | Odra Opole             | 29  | 26 | 12 | 5  | 9  | 29 | 27 | +2   |
| 6    | Arkonia Szczecin       | 26  | 26 | 9  | 8  | 9  | 32 | 38 | -6   |
| 7    | Legia Varsovie         | 25  | 26 | 7  | 11 | 8  | 29 | 25 | +4   |
| 8    | Wisła Cracovie         | 25  | 26 | 10 | 5  | 11 | 35 | 33 | +2   |
| 9    | Stal Rzeszów (P)       | 23  | 26 | 7  | 9  | 10 | 33 | 39 | -6   |
| 10   | Gwardia Varsovie       | 23  | 26 | 10 | 3  | 13 | 31 | 43 | -12  |
| 11   | Pogoń Szczecin (P)     | 19  | 26 | 7  | 5  | 14 | 31 | 45 | -14  |
| 12   | ŁKS Łódź               | 19  | 26 | 6  | 7  | 13 | 27 | 43 | -16  |
| 13   | Lechia Gdańsk          | 15  | 26 | 6  | 3  | 17 | 20 | 48 | -28  |
| 14   | Lech Poznań            | 11  | 26 | 3  | 5  | 18 | 19 | 47 | -28  |

| Légende | Légende                                                                                 |
| ------- | --------------------------------------------------------------------------------------- |
|         | Coupe des clubs champions européens 1963-1964                                           |
|         | Coupe d'Europe des vainqueurs de coupe 1963-1964                                        |
|         | Relégation en II Liga                                                                   |
|         | (T) : Tenant du titre 1962 (C) : Vainqueur de la Coupe de Pologne 1962-1963 (P) : Promu |

## Bilan de la saison
| Tableau d'Honneur |                    |
| Compétition       | Vainqueur          |
| I Liga            | Górnik Zabrze      |
| Coupe de Pologne  | Zagłębie Sosnowiec |

| Promotions et relégations |                                |
| Relégués en II Liga       | Lechia Gdańsk Lech Poznań      |
| Promus de II Liga         | Szombierki Bytom Unia Racibórz |

## Meilleurs buteurs
| # | Joueur          | Équipe         | Buts |
| - | --------------- | -------------- | ---- |
| 1 | Marian Kielec   | Pogoń Szczecin | 18   |
| 2 | Eugeniusz Faber | Ruch Chorzów   | 16   |
|   | Jan Liberda     | Polonia Bytom  | 16   |